# Luke Jager
Luke Jager (* 17. Januar 2000 in Redding, Kalifornien) ist ein US-amerikanischer Skilangläufer.

## Werdegang
Jager startete im Januar 2017 in Soldier Hollow bei den US-amerikanischen Meisterschaften erstmals bei der US Super Tour und errang dabei den 85. Platz im Sprint und den 72. Platz über 15 km Freistil. Bei den Nordischen Junioren-Skiweltmeisterschaften 2018 in Goms gewann er die Silbermedaille mit der Staffel. Zudem errang er dort den 60. Platz im Sprint. Im folgenden Jahr holte er bei den Nordischen Junioren-Skiweltmeisterschaften in Lahti die Goldmedaille mit der Staffel. Zudem kam er dort auf den 20. Platz im Sprint und auf den 13. Rang im 30-km-Massenstartrennen. In der Saison 2019/20 erreichte er in Sun Valley mit dem zweiten Platz im Sprint und in Houghton mit dem dritten Rang im Sprint seine ersten Podestplatzierungen bei der US Super Tour und errang damit den 16. Gesamtplatz. Bei den Nordischen Junioren-Skiweltmeisterschaften 2020 in Oberwiesenthal gewann er erneut Gold mit der Staffel. Außerdem lief er dort auf den 19. Platz im 30-km-Massenstartrennen, auf den 18. Rang im Sprint und auf den zehnten Platz über 10 km klassisch. In der Saison 2020/21 gab er in Falun sein Debüt im Weltcup, welches er auf dem 32. Platz im Sprint beendete und belegte bei den U23-Weltmeisterschaften 2021 in Vuokatti den 30. Platz im Sprint. Zu Beginn der Saison 2021/22 holte er in Ruka mit dem 18. Platz im Sprint seine ersten Weltcuppunkte. Im weiteren Saisonverlauf kam er zweimal in die Punkteränge und lief bei den Olympischen Winterspielen 2022 in Peking auf den 25. Platz im Sprint und zusammen mit Scott Patterson, Gus Schumacher und Kevin Bolger auf den neunten Rang in der Staffel.

## Siege bei Continental-Cup-Rennen
| Nr. | Datum             | Ort            | Disziplin                     | Serie         |
| --- | ----------------- | -------------- | ----------------------------- | ------------- |
| 1.  | 6. Januar 2023    | Houghton       | 20 km klassisch Massenstart 1 | US Super Tour |
| 2.  | 7. Januar 2024    | Soldier Hollow | Sprint klassisch 1            | US Super Tour |
| 3.  | 20. Januar 2024   | Lake Placid    | Sprint klassisch              | US Super Tour |
| 4.  | 21. Januar 2024   | Lake Placid    | 10 km klassisch Massenstart   | US Super Tour |
| 5.  | 12. Dezember 2024 | Hayward        | Sprint Freistil               | US Super Tour |
| 6.  | 17. Dezember 2024 | Hayward        | 20 km klassisch Massenstart   | US Super Tour |